# 大沢川 (静岡市)
大沢川（おおさわがわ）は、静岡県静岡市清水区を流れる巴川水系の二級河川である。

## 地理
巴川下流部右岸の支流の一つである。 
清水区北矢部（清水斎場付近）を起点に、船越東町・船原・大坪を北西に流れ、渋川の清水保健福祉センター脇を通り大きく北東へ向きを変え、東大曲町にて巴川と合流する。 
途中、静岡鉄道静岡清水線、JR東海道本線、国道1号の下を通る。
また、船原・大坪付近では河畔に200本を超えるソメイヨシノが植えられている。  

## 歴史
かつての大沢川は、現在の静岡市清水区月見町付近を流下し、巴川河口付近に向かう常念川へ流れ込んでいた。船越地区周辺で水田が開墾されるに従って、灌漑用水として利用するため、北流方向に付け替えられたとされている。 
また、有度山からの土砂の流出が多く、ひとたび決壊すると周辺の田畑が土砂で埋まり大きな被害に見舞われたことから、大雨の際には、農民たちは村中が総出となって堤防の警戒にあたった。 
出水による破堤を防ぐため両岸の堤防のかさ上げを繰り返したとされ、大正時代には田面より7～8ｍの高さの天井川になったとの記録も残っている。
1941年（昭和16年）から行われた河川改修によって現在の川筋となった。

## 主な支流
初生川：清水船越堤公園内にある夫池と婦池から流れ出て、船原町で大沢川左岸に合流する。5 - 6月になると、池周辺のせせらぎでホタル観賞会も行われる。
追分川（逆川）：桜ヶ丘町の桜ヶ丘公園付近にかつてあった湿地を源として北へ流下し、清水入江小学校の脇を通って追分2丁目で大沢川右岸に合流する。前述の大沢川の付け替え以前は、この合流点より先も追分川の流路であった。
谷津沢川：清水区馬走に源を発し、追分3丁目付近で大沢川左岸に合流する最大の支流である。途中、川が線路の上をまたぐ水路橋が存在する。

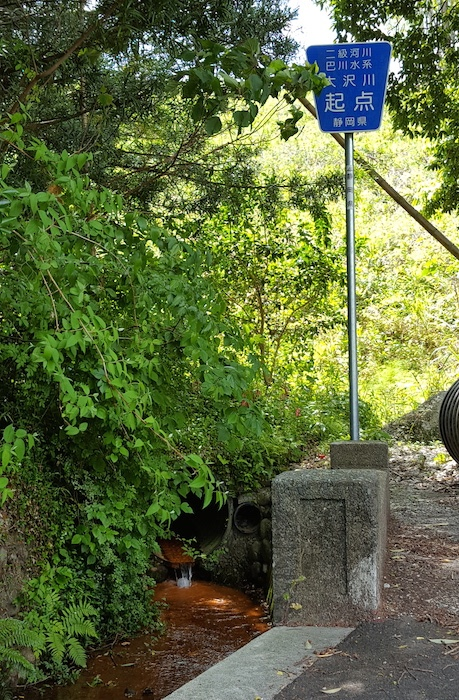
大沢川起点（清水区北矢部）
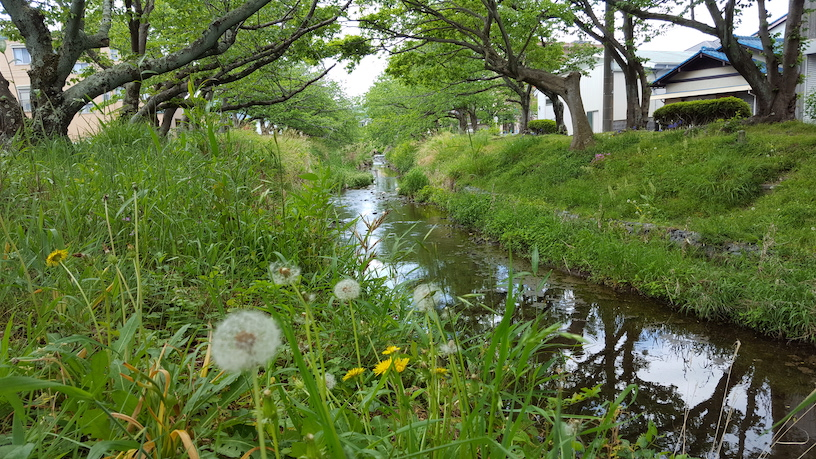
大沢川中流（清水区船原）
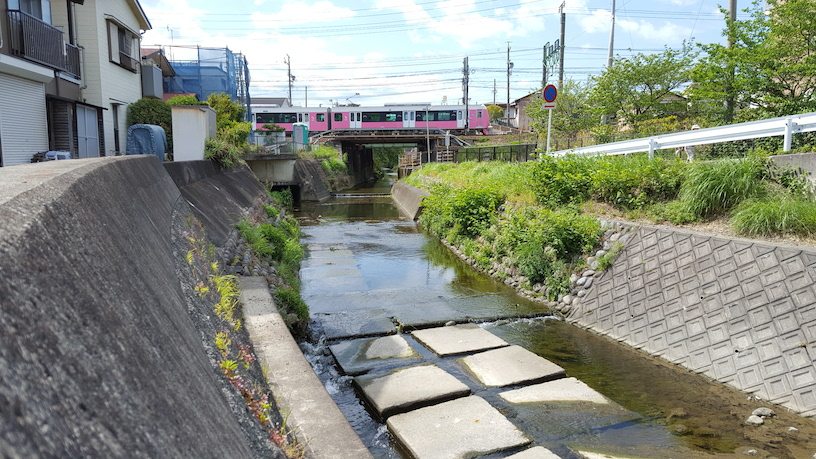
静岡鉄道橋梁付近（清水区追分）
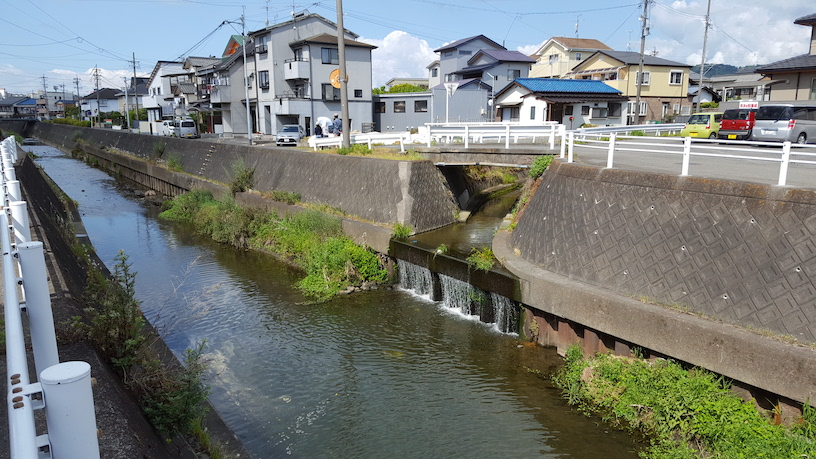
大沢川・谷津沢川合流点（清水区追分）
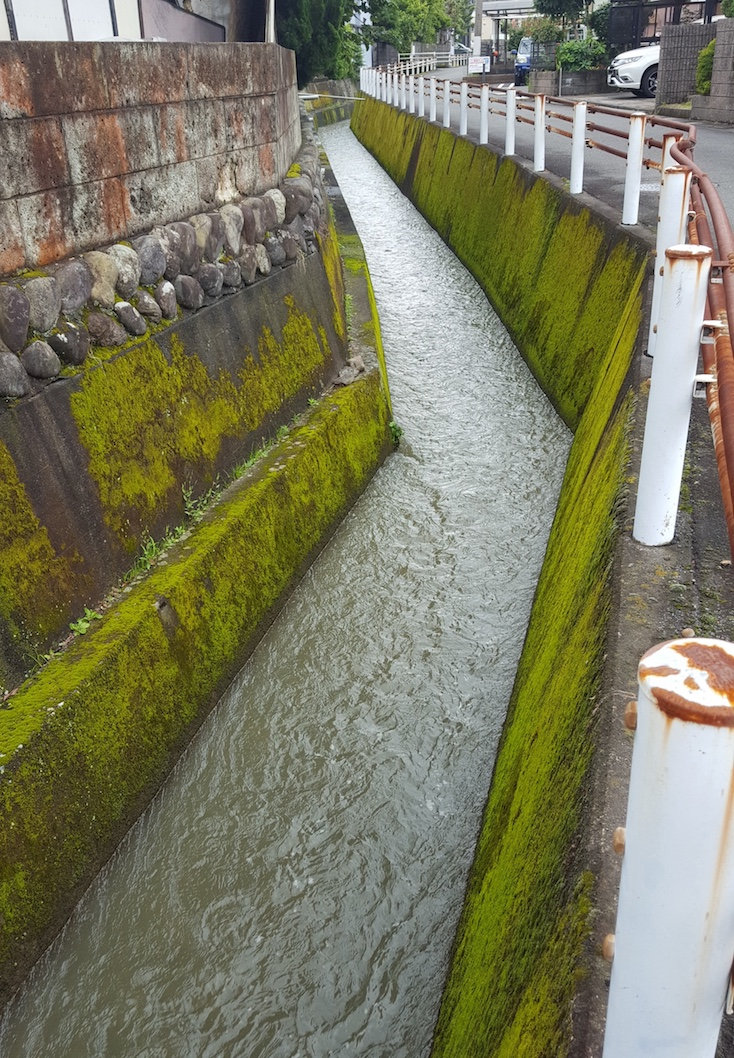
初生川（清水区船越）
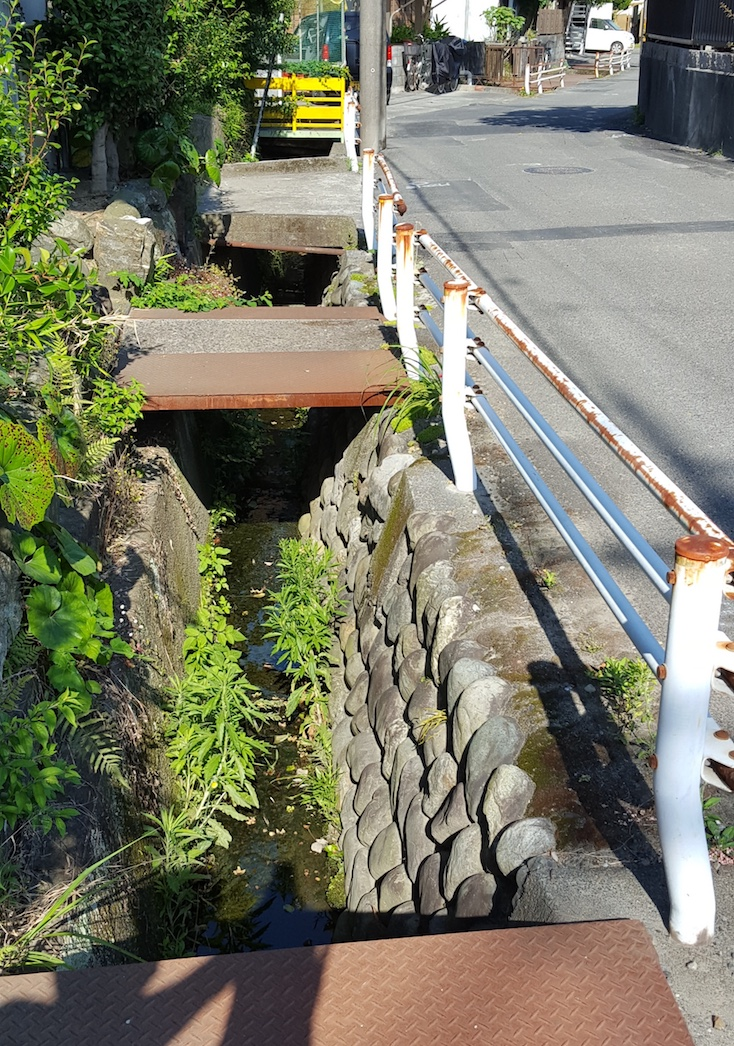
追分川（清水区追分）